# Campionato mondiale di hockey su ghiaccio 2004
Il Campionato mondiale di hockey su ghiaccio 2004 è stata la 68ª edizione del massimo campionato di hockey su ghiaccio per nazionali organizzato dalla IIHF.

## I tornei

### Campionato mondiale di hockey su ghiaccio maschile
Il 68° Campionato mondiale di hockey su ghiaccio maschile di gruppo A si è tenuto dal 24 aprile al 9 maggio a Praga e a Ostrava, in Repubblica Ceca.
I tornei delle divisioni inferiori si sono tenuti nelle date e nei luoghi seguenti:
- Prima divisione:
  - Gruppo A: 12-18 aprile ad Oslo, Norvegia
  - Gruppo B: 12-18 aprile a Danzica, Polonia
- Seconda divisione:
  - Gruppo A: 12-18 aprile a Jaca, Spagna
  - Gruppo B: 12-18 aprile ad Elektrėnai, Lituania
- Terza divisione: 16-21 marzo a Reykjavík, Islanda

### Campionato mondiale di hockey su ghiaccio femminile
L'8º Campionato mondiale di hockey su ghiaccio femminile di gruppo A si è disputato dal 30 marzo al 6 aprile ad Halifax e a Dartmouth, in Canada.
Le divisioni inferiori si sono svolte nelle date e nei luoghi seguenti:
- Prima divisione: 14-20 marzo a Ventspils, Lettonia
- Seconda divisione: 14-20 marzo a Vipiteno, Italia
- Terza divisione: 21-28 marzo a Maribor, Slovenia

### Campionato mondiale di hockey su ghiaccio U-20 maschile
Il 28° Campionato mondiale di hockey su ghiaccio U20 maschile di gruppo A si è svolto dal 26 dicembre al 5 gennaio ad Helsinki e ad Hämeenlinna, in Finlandia.
Le divisioni inferiori si sono disputate nelle date e nei luoghi seguenti:
- Prima divisione:
  - Gruppo A: 14-20 dicembre 2003 a Berlino, Germania
  - Gruppo B: 13-19 dicembre 2003 a Briançon, Francia
- Seconda divisione:
  - Gruppo A: 28 dicembre - 3 gennaio a Sosnowiec, Polonia
  - Gruppo B: 5-11 gennaio ad Elektrėnai e a Kaunas, Lituania
- Terza divisione: 5-11 gennaio a Sofia, Bulgaria

### Campionato mondiale di hockey su ghiaccio U-18 maschile
Il 6° Campionato mondiale di hockey su ghiaccio U18 maschile di gruppo A si è svolto dall'8 al 18 aprile a Minsk, in Bielorussia.
Le divisioni inferiori si sono disputate nelle date e nei luoghi seguenti:
- Prima divisione:
  - Gruppo A: 27 marzo - 2 aprile ad Amstetten, Austria
  - Gruppo B: 29 marzo - 4 aprile ad Asiago, Italia
- Seconda divisione:
  - Gruppo A: 28 marzo - 4 aprile a Debrecen, Ungheria
  - Gruppo B: 1°-7 marzo ad Elektrėnai e a Kaunas, Lituania
- Terza divisione: 6-14 marzo a Sofia, Bulgaria